# Giro d’Italia 2022/4. Etappe
Die 4. Etappe des Giro d’Italia 2022 fand am 10. Mai 2022 auf der Insel Sizilien statt. Somit kehrte das italienische Etappenrennen nach drei Etappen in Ungarn in seine Heimat zurück. Die Strecke führte von Avola, im Süden der Insel, über 172 Kilometer und 3500 Höhenmeter auf den Südhang des Ätna. Das Ziel befand sich beim Rifugio Sapienza auf einer Höhe von (1892 m) und war die erste Bergankunft der 105. Austragung des Giro d’Italia. Nach der Etappe hatten die Fahrer insgesamt 577,2 Kilometer zurückgelegt, was 16,7 % der Gesamtdistanz entsprach. Die Organisatoren der Rundfahrt bewerteten die Schwierigkeit der Etappe mit vier von fünf Sternen (alta difficoltà).

## Streckenführung
Der neutralisierte Start erfolgte in Avola in der Nähe des Strandes von Lungomare Tremoli. Anschließend führte die Strecke der Küste entlang und bog nur kurz in die Stadt ab um einen Abstecher auf der Piazza di Avola zu machen.
Der offizielle Start erfolgte nach 4,8 Kilometern kurz nach dem Verlassen von Avola beim Stadio Meno Di Pasquale. Nun ging es ins Landesinnere und die Strecke steigt bis zum Kilometer 50 stetig an. Auf dem Weg wurden Noto, Palazzolo Acreide und Buccheri durchfahren. Nach dem Passieren von Vizzini folgte eine längere Abfahrt, die die Fahrer zu einer rund 50 Kilometer langen Ebene brachte. Auf dieser wurde die Gemeinde Scordia durchfahren. Am Ende des Flachstücks, wurde nach 136,5 gefahrenen Kilometern der erste Zwischensprint in Paternò ausgefahren. Nun begann die Straße wieder stetig anzusteigen und nach 148,1 Kilometern wurde der zweite Zwischensprint in Biancavilla (534 m) erreicht. Die Kleinstadt war zugleich der Beginn der 22,8 Kilometer langen Schlusssteigung auf den Ätna (Bergwertung der 1. Kategorie).
Mit einer durchschnittlichen Steigung von etwas über 6 % fuhren die ersten 12 Kilometer nach Castelluccio-Paratore. Anschließend bogen die Fahrer rechts auf die Strada Milia ab. Diese war mit maximal 14 % zwar steiler, beinhaltete jedoch eine kurze Abfahrt bei Kilometer 13 des Anstieges. 3,8 Kilometer vor dem Ziel gelangten die Fahrer auf die flachere SP92, die zum Rifugio Sapienza (1892 m) führt. Insgesamt wies die Auffahrt auf den Ätna eine durchschnittliche Steigung von 5,9 % auf und überwindete 1358 Höhenmeter.
| #                          |                         | Kilometer | Länge (km) | Höhe (m) | Ø Steigung | max. Steigung |
| -------------------------- | ----------------------- | --------- | ---------- | -------- | ---------- | ------------- |
| neutraler Start            | Avola                   | −4,8      |            |          |            |               |
| offizieller Start          | Avola                   | 0         |            |          |            |               |
| Zwischensprint             | Paternò                 | 136,5     |            |          |            |               |
| Zwischensprint             | Biancavilla             | 148,1     |            |          |            |               |
| Bergwertung (1. Kategorie) | Ätna (Rifugio Sapienza) | 172       | 22,8       | 1892     | 5,9 %      | 14 %          |
| Ziel                       | Ätna (Rifugio Sapienza) | 172       |            |          |            |               |

## Rennverlauf und Ergebnis
Anders als auf den vorangegangenen Etappen, versuchten sich mehrere Fahrer in der Ausreißergruppe zu positionieren. Dies führte zu einer hohen Nervosität im Fahrerfeld und resultierte in einem Sturz bei der Durchfahrt von Noto. Involviert waren unter anderen auch Simon Yates (Team BikeExchange-Jayco) und Miguel Ángel López (Astana Qazaqstan Team), die das Rennen jedoch ohne größere Probleme fortsetzten konnten.
Nach gerade einmal 11 Kilometern verlor Mark Cavendish (Quick-Step Alpha Vinyl Team) auf der leicht ansteigenden Straße den Anschluss zum Hauptfeld, während sich acht Fahrer vom Peloton absetzten. In der Gruppe vertreten waren Lennard Kämna (Bora-hansgrohe), Mauri Vansevenant (Quick-Step Alpha Vinyl), Valerio Conti (Astana Qazaqstan), Rein Taaramäe (Intermarché-Wanty-Gobert Matériaux), Gijs Leemreize (Jumbo-Visma), Davide Villella (Cofidis), Juan Pedro López (Trek-Segafredo) und Sylvain Moniquet (Lotto Soudal). Während im Hauptfeld das Tempo nach 16 Kilometern gedrosselt wurden, schlossen auch Stefano Oldani (Alpecin-Fenix), Erik Fetter (Eolo-Kometa Cycling Team), Rémy Rochas (Cofidis), Alexander Cataford (Israel-Premier Tech), Diego Andrés Camargo (EF Education-EasyPost) und Lilian Calmejane (AG2R Citroën Team) zur Spitze des Rennens auf. Kurz zuvor hatten auch der gesamtführende Mathieu van der Poel (Alpecin-Fenix) und Biniam Girmay (Intermarché-Wanty-Gobert Matériaux) versucht in die Fluchtgruppe zu gehen.
Nachdem sich die Fluchtgruppe gebildet hatte, kehrte im Hauptfeld Ruhe ein und Mark Cavendish so wie andere abgehängte Fahrer kehrten ins Peloton zurück. Mit Miguel Ángel López musste jedoch ein Mitfavorit auf den Gesamtsieg das Rennen aufgeben. Grund dafür war jedoch nicht der Sturz zu Beginn des Rennens, sondern Schmerzen in der Hüfte, die dem Kolumbianer schon seit mehreren Tagen zu schaffen machten. Als der Vorsprung der Fluchtgruppe auf über elf Minuten anwuchs, übernahmen die Teams Ineos Grenadiers und Bahrain Victorious die Nachführarbeit und hielten den Rückstand bei rund acht Minuten. Der bestplatzierte Fahrer in der Fluchtgruppe war Mauri Vansevenant mit einem Rückstand von 43 Sekunden.
Bei dem ersten Zwischensprint am Fuß des Ätna, 35,3 Kilometer vor dem Ziel, setzte sich Lilian Calmejane vor Stefano Oldani und Rémy Rochas durch. Der Vorsprung der Spitzengruppe war unterdessen auf sechseinhalb Minuten gesunken. 28 Kilometer vor dem Ziel griff Stefano Oldani in der Ausreißergruppe an und konnte sich von seinen Begleitern absetzen. Der Italiener fuhr innerhalb von wenigen Kilometern einen Vorsprung von 30 Sekunden heraus und sicherte sich beim zweiten Zwischensprint drei Bonussekunden. Die weiteren Bonifikationssekunden sicherten sich Mauri Vansevenant und Rein Taaramäe.
Rund 20 Kilometer vor dem Ziel erreichten die Fahrer die offizielle Steigung des Ätna und die Verfolgergruppe begann zu zerfallen. Mauri Vansevenant, Juan Pedro López, Rein Taaramäe, Lennard Kämna, Gijs Leemreize und Sylvain Moniquet versuchten nun gemeinsam zu Stefano Oldani aufzuschließen, dessen Vorsprung weiter angewachsen war. Unterdessen wurde der gesamtführende Mathieu van der Poel vom Hauptfeld abgehängt und verlor somit das Rosa Trikot. Rund 15 Kilometer vor dem Ziel setzten sich die Ineos Grenadiers an die Spitze der Hauptgruppe und forcierten das Tempo für ihren Kapitän Richard Carapaz. Der Rückstand auf den Führenden Stefano Oldani betrug jedoch immer noch über fünf Minuten. Kurz darauf griff Juan Pedro López in der Verfolgergruppe an, um alleine den Rückstand von mittlerweile einer Minute auf den Führenden zuzufahren.
10 Kilometer vor dem Ziel schloss Juan Pedro López zu Stefano Oldani auf, fuhr sofort an ihm vorbei und setzte sich an die Spitze des Rennens. Kurz darauf passierten auch Mauri Vansevenant, Lennard Kämna und Sylvain Moniquet den Italiener. Ihr Rückstand auf Juan Pedro López betrug jedoch bereits über eine halbe Minute. Im Hauptfeld wurde zunächst Tom Dumoulin (Jumbo-Visma) und etwas später auch Vincenzo Nibali (Astana Qazaqstan) abgehängt. 6,5 Kilometer vor dem Ziel löste sich Lennard Kämna von seinen Begleitern und schloss 3 Kilometer vor dem Ziel zu Juan Pedro López auf.
Die letzten Kilometer absolvierten die beiden gemeinsam. Lennard Kämna gewann die Etappe im Zielsprint vor Juan Pedro López, der das Rosa Trikot übernahm und die Führung in der Nachwuchswertung innehat. Kämna übernahm durch den Etappensieg das Bergtrikot. Die Gruppe der Favoriten, die aus 18 Fahrern bestand, erreichte das Ziel mit einem Rückstand von 2:37 Minuten. Mathieu van der Poel war weiterhin Führender in der Punktewertung. Jakub Mareczko (Alpecin-Fenix), der früh den Kontakt zum Hauptfeld verloren hatte, erreichte das Ziel nicht und gab das Rennen frühzeitig auf.
| \| Etappenergebnis \| Etappenergebnis \| Etappenergebnis \| Etappenergebnis \| Etappenergebnis \| \| Fahrer \| Fahrer \| Land \| Team \| Zeit \| \| --------------- \| ----------------- \| --------------- \| ---------------------------------- \| --------------- \| \| 1. \| Lennard Kämna \| Deutschland \| Bora-Hansgrohe \| 4 h 32 min 11 s \| \| 2. \| Juan Pedro López \| Spanien \| Trek-Segafredo \| + 0 s \| \| 3. \| Rein Taaramäe \| Estland \| Intermarché-Wanty-Gobert Matériaux \| + 34 s \| \| 4. \| Sylvain Moniquet \| Belgien \| Lotto-Soudal \| + 2 min 12 s \| \| 5. \| Mauri Vansevenant \| Belgien \| Quick-Step Alpha Vinyl \| + 2 min 12 s \| \| 6. \| Gijs Leemreize \| Niederlande \| Jumbo-Visma \| + 2 min 31 s \| \| 7. \| Richard Carapaz \| Ecuador \| Ineos Grenadiers \| + 2 min 37 s \| \| 8. \| Romain Bardet \| Frankreich \| Team DSM \| + 2 min 37 s \| \| 9. \| Pello Bilbao \| Spanien \| Bahrain Victorious \| + 2 min 37 s \| \| 10. \| João Almeida \| Portugal \| UAE Team Emirates \| + 2 min 37 s \| |                   |             |                                    |                 |
| |                   |             |                                    |                 |
| Quelle: ProCyclingStats |                   |             |                                    |                 |
| Etappenergebnis |                   |             |                                    |                 |
| Fahrer | Fahrer            | Land        | Team                               | Zeit            |
| 1. | Lennard Kämna     | Deutschland | Bora-Hansgrohe                     | 4 h 32 min 11 s |
| 2. | Juan Pedro López  | Spanien     | Trek-Segafredo                     | + 0 s           |
| 3. | Rein Taaramäe     | Estland     | Intermarché-Wanty-Gobert Matériaux | + 34 s          |
| 4. | Sylvain Moniquet  | Belgien     | Lotto-Soudal                       | + 2 min 12 s    |
| 5. | Mauri Vansevenant | Belgien     | Quick-Step Alpha Vinyl             | + 2 min 12 s    |
| 6. | Gijs Leemreize    | Niederlande | Jumbo-Visma                        | + 2 min 31 s    |
| 7. | Richard Carapaz   | Ecuador     | Ineos Grenadiers                   | + 2 min 37 s    |
| 8. | Romain Bardet     | Frankreich  | Team DSM                           | + 2 min 37 s    |
| 9. | Pello Bilbao      | Spanien     | Bahrain Victorious                 | + 2 min 37 s    |
| 10. | João Almeida      | Portugal    | UAE Team Emirates                  | + 2 min 37 s    |

## Gesamtstände
| \| Gesamtwertung \| Gesamtwertung \| Gesamtwertung \| Gesamtwertung \| Gesamtwertung \| \| Fahrer \| Fahrer \| Land \| Team \| Zeit \| \| ------------- \| ----------------- \| ---------------------- \| ---------------------------------- \| ---------------- \| \| 1. \| Juan Pedro López \| Spanien \| Trek-Segafredo \| 14 h 17 min 07 s \| \| 2. \| Lennard Kämna \| Deutschland \| Bora-Hansgrohe \| + 39 s \| \| 3. \| Rein Taaramäe \| Estland \| Intermarché-Wanty-Gobert Matériaux \| + 58 s \| \| 4. \| Simon Yates \| Vereinigtes Königreich \| BikeExchange-Jayco \| + 1 min 42 s \| \| 5. \| Mauri Vansevenant \| Belgien \| Quick-Step Alpha Vinyl \| + 1 min 47 s \| \| 6. \| Wilco Kelderman \| Niederlande \| Bora-Hansgrohe \| + 1 min 55 s \| \| 7. \| Pello Bilbao \| Spanien \| Bahrain Victorious \| + 2 min 00 s \| \| 8. \| João Almeida \| Portugal \| UAE Team Emirates \| + 2 min 00 s \| \| 9. \| Richie Porte \| Australien \| Ineos Grenadiers \| + 2 min 04 s \| \| 10. \| Romain Bardet \| Frankreich \| Team DSM \| + 2 min 06 s \| |                   |                        |                                    |                  |
| |                   |                        |                                    |                  |
| Quelle: ProCyclingStats |                   |                        |                                    |                  |
| Gesamtwertung |                   |                        |                                    |                  |
| Fahrer | Fahrer            | Land                   | Team                               | Zeit             |
| 1. | Juan Pedro López  | Spanien                | Trek-Segafredo                     | 14 h 17 min 07 s |
| 2. | Lennard Kämna     | Deutschland            | Bora-Hansgrohe                     | + 39 s           |
| 3. | Rein Taaramäe     | Estland                | Intermarché-Wanty-Gobert Matériaux | + 58 s           |
| 4. | Simon Yates       | Vereinigtes Königreich | BikeExchange-Jayco                 | + 1 min 42 s     |
| 5. | Mauri Vansevenant | Belgien                | Quick-Step Alpha Vinyl             | + 1 min 47 s     |
| 6. | Wilco Kelderman   | Niederlande            | Bora-Hansgrohe                     | + 1 min 55 s     |
| 7. | Pello Bilbao      | Spanien                | Bahrain Victorious                 | + 2 min 00 s     |
| 8. | João Almeida      | Portugal               | UAE Team Emirates                  | + 2 min 00 s     |
| 9. | Richie Porte      | Australien             | Ineos Grenadiers                   | + 2 min 04 s     |
| 10. | Romain Bardet     | Frankreich             | Team DSM                           | + 2 min 06 s     |

| Punktewertung | Punktewertung        | Punktewertung          | Punktewertung                      | Punktewertung |
| Fahrer        | Fahrer               | Land                   | Team                               | Punkte        |
| ------------- | -------------------- | ---------------------- | ---------------------------------- | ------------- |
| 1.            | Mathieu van der Poel | Niederlande            | Alpecin-Fenix                      | 62 P.         |
| 2.            | Biniam Girmay        | Eritrea                | Intermarché-Wanty-Gobert Matériaux | 55 P.         |
| 3.            | Mark Cavendish       | Vereinigtes Königreich | Quick-Step Alpha Vinyl             | 53 P.         |
| 4.            | Arnaud Démare        | Frankreich             | Groupama-FDJ                       | 44 P.         |
| 5.            | Fernando Gaviria     | Kolumbien              | UAE Team Emirates                  | 32 P.         |
| 6.            | Pello Bilbao         | Spanien                | Bahrain Victorious                 | 27 P.         |
| 7.            | Filippo Tagliani     | Italien                | Drone Hopper-Androni Giocattoli    | 24 P.         |
| 8.            | Lennard Kämna        | Deutschland            | Bora-Hansgrohe                     | 22 P.         |
| 9.            | Wilco Kelderman      | Niederlande            | Bora-Hansgrohe                     | 18 P.         |
| 10.           | Magnus Cort Nielsen  | Dänemark               | EF Education-EasyPost              | 18 P.         |

| Bergwertung | Bergwertung          | Bergwertung | Bergwertung                        | Bergwertung |
| Fahrer      | Fahrer               | Land        | Team                               | Punkte      |
| ----------- | -------------------- | ----------- | ---------------------------------- | ----------- |
| 1.          | Lennard Kämna        | Deutschland | Bora-Hansgrohe                     | 40 P.       |
| 2.          | Juan Pedro López     | Spanien     | Trek-Segafredo                     | 18 P.       |
| 3.          | Rein Taaramäe        | Estland     | Intermarché-Wanty-Gobert Matériaux | 12 P.       |
| 4.          | Sylvain Moniquet     | Belgien     | Lotto-Soudal                       | 9 P.        |
| 5.          | Mauri Vansevenant    | Belgien     | Quick-Step Alpha Vinyl             | 6 P.        |
| 6.          | Pascal Eenkhoorn     | Niederlande | Jumbo-Visma                        | 5 P.        |
| 7.          | Rick Zabel           | Deutschland | Israel-Premier Tech                | 5 P.        |
| 8.          | Gijs Leemreize       | Niederlande | Jumbo-Visma                        | 4 P.        |
| 9.          | Mathieu van der Poel | Niederlande | Alpecin-Fenix                      | 3 P.        |
| 10.         | Richard Carapaz      | Ecuador     | Ineos Grenadiers                   | 2 P.        |

| Nachwuchswertung | Nachwuchswertung  | Nachwuchswertung       | Nachwuchswertung       | Nachwuchswertung |
| Fahrer           | Fahrer            | Land                   | Team                   | Zeit             |
| ---------------- | ----------------- | ---------------------- | ---------------------- | ---------------- |
| 1.               | Juan Pedro López  | Spanien                | Trek-Segafredo         | 14 h 17 min 07 s |
| 2.               | Mauri Vansevenant | Belgien                | Quick-Step Alpha Vinyl | + 1 min 47 s     |
| 3.               | João Almeida      | Portugal               | UAE Team Emirates      | + 2 min 00 s     |
| 4.               | Thymen Arensman   | Niederlande            | Team DSM               | + 2 min 15 s     |
| 5.               | Santiago Buitrago | Kolumbien              | Bahrain Victorious     | + 2 min 18 s     |
| 6.               | Iván Sosa         | Kolumbien              | Movistar Team          | + 3 min 05 s     |
| 7.               | Pavel Sivakov     | Frankreich             | Ineos Grenadiers       | + 3 min 14 s     |
| 8.               | Simon Carr        | Vereinigtes Königreich | EF Education-EasyPost  | + 3 min 26 s     |
| 9.               | Stefano Oldani    | Italien                | Alpecin-Fenix          | + 3 min 35 s     |
| 10.              | Gijs Leemreize    | Niederlande            | Jumbo-Visma            | + 4 min 06 s     |

| Mannschaftswertung | Mannschaftswertung                 | Mannschaftswertung     | Mannschaftswertung |
| Team               | Team                               | Land                   | Zeit               |
| ------------------ | ---------------------------------- | ---------------------- | ------------------ |
| 1.                 | Bora-Hansgrohe                     | Deutschland            | 42 h 54 min 54 s   |
| 2.                 | Intermarché-Wanty-Gobert Matériaux | Belgien                | + 2 min 17 s       |
| 3.                 | Trek-Segafredo                     | Vereinigte Staaten     | + 2 min 47 s       |
| 4.                 | Bahrain Victorious                 | Bahrain                | + 3 min 03 s       |
| 5.                 | Ineos Grenadiers                   | Vereinigtes Königreich | + 3 min 21 s       |
| 6.                 | BikeExchange-Jayco                 | Australien             | + 3 min 26 s       |
| 7.                 | Movistar Team                      | Spanien                | + 6 min 03 s       |
| 8.                 | Jumbo-Visma                        | Niederlande            | + 6 min 39 s       |
| 9.                 | Team DSM                           | Niederlande            | + 8 min 06 s       |
| 10.                | Astana Qazaqstan Team              | Kasachstan             | + 9 min 43 s       |

## Ausgeschiedene Fahrer
- Miguel Ángel López (Astana Qazaqstan Team): während der Etappe wegen Schmerzen an der Hüfte aufgegeben
- Jakub Mareczko (Alpecin-Fenix): während der Etappe wegen Erkältung aufgegeben[4]